# Jacques-Barthélemy Salgues
Pour les articles homonymes, voir Salgues (homonymie).
Jacques-Barthélemy Salgues, né en 1760 à Sens et mort le 26 juillet 1830 à Paris, est un journaliste et écrivain français.

## Biographie
Prêtre du diocèse de Sens (1780), il devient partisan de la Révolution et est choisi comme rédacteur du cahier des doléances de la ville de Sens. Rédacteur en chef, à partir du 6 octobre 1804 du Courrier des spectacles. Dans les années 1820, il est professeur d'éloquence à Paris. On lui doit aussi une nouvelle traduction du Paradis perdu de Milton.

## Œuvres
- 1810 : Mélanges inédits de littérature de La Harpe
- 1810-1811 : Pages napoléoniennes : Des erreurs et des préjugés répandus dans la société
- 1826 : Mémoire pour servir à l'histoire de France sous le gouvernement de Napoléon Buonaparte et pendant l'absence de la maison de Bourbon, L. Fayolle (J.-G. Dentu), Paris
- 1827 : L' antidote de Mont-Rouge
- 1827 : Petit catéchisme des Jésuites, à l'usage des écoles
- 1829 : De la Littérature des offices divins